# 1B E 1
La locomotive électrique E 1 est un prototype de locomotive à batteries d'accumulateurs construit par la Compagnie des chemins de fer de Paris à Lyon et à la Méditerranée (PLM). Achevée en 1897, elle connaît un succès limité et est radiée en 1905 sans descendance.

## Historique
La compagnie du PLM décide en 1893 d'expérimenter la traction électrique à grande vitesse en parallèle de la construction de la ligne électrifiée à voie métrique de Saint-Gervais à Chamonix. Le choix est fait d'étudier une locomotive électrique avec alimentation autonome délivrée par des accumulateurs ce qui permet d'étudier le mode de traction tout en évitant la coûteuse construction d'« usines génératrices » et d'une centaine de kilomètres de « conducteur isolé » sur la section prévue pour les essais entre Paris et Melun.
La conception de la locomotive est confiée à Louis Auvert, ingénieur du service central du matériel de la compagnie,. Sa construction aux Ateliers PLM de Paris s'achève le 14 septembre 1897. Elle est attelée à un fourgon spécial qui transporte la majorité des batteries, faisant office de tender pour la locomotive, qui est quant à lui finalisé le 5 mai 1898.
La locomotive effectue à partir du 26 novembre 1897 des essais entre Paris, Villeneuve-Saint-Georges, Brunoy et Melun,,. Elle est la première locomotive électrique à atteindre les 100 km/h.
La Compagnie du PLM présente la locomotive à l'Exposition universelle de Paris en 1900 à l'annexe de Vincennes réservée au matériel de chemin de fer.

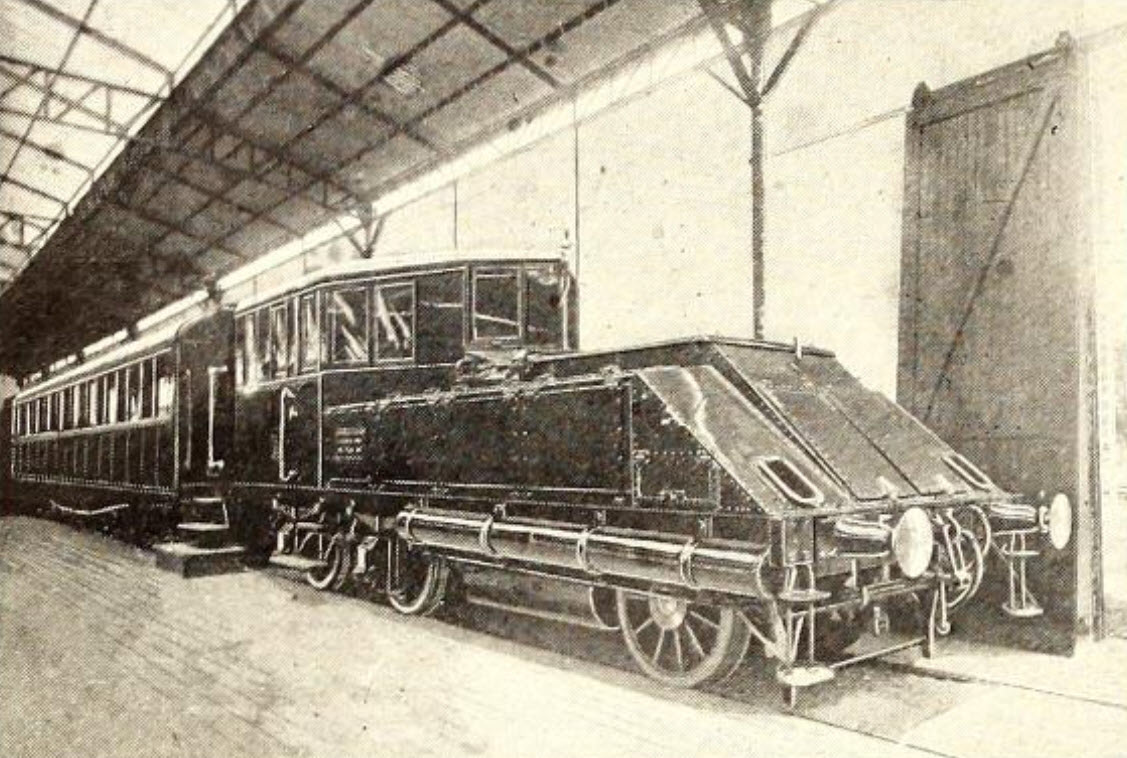
La locomotive E 1 à l'Exposition de Paris 1900.
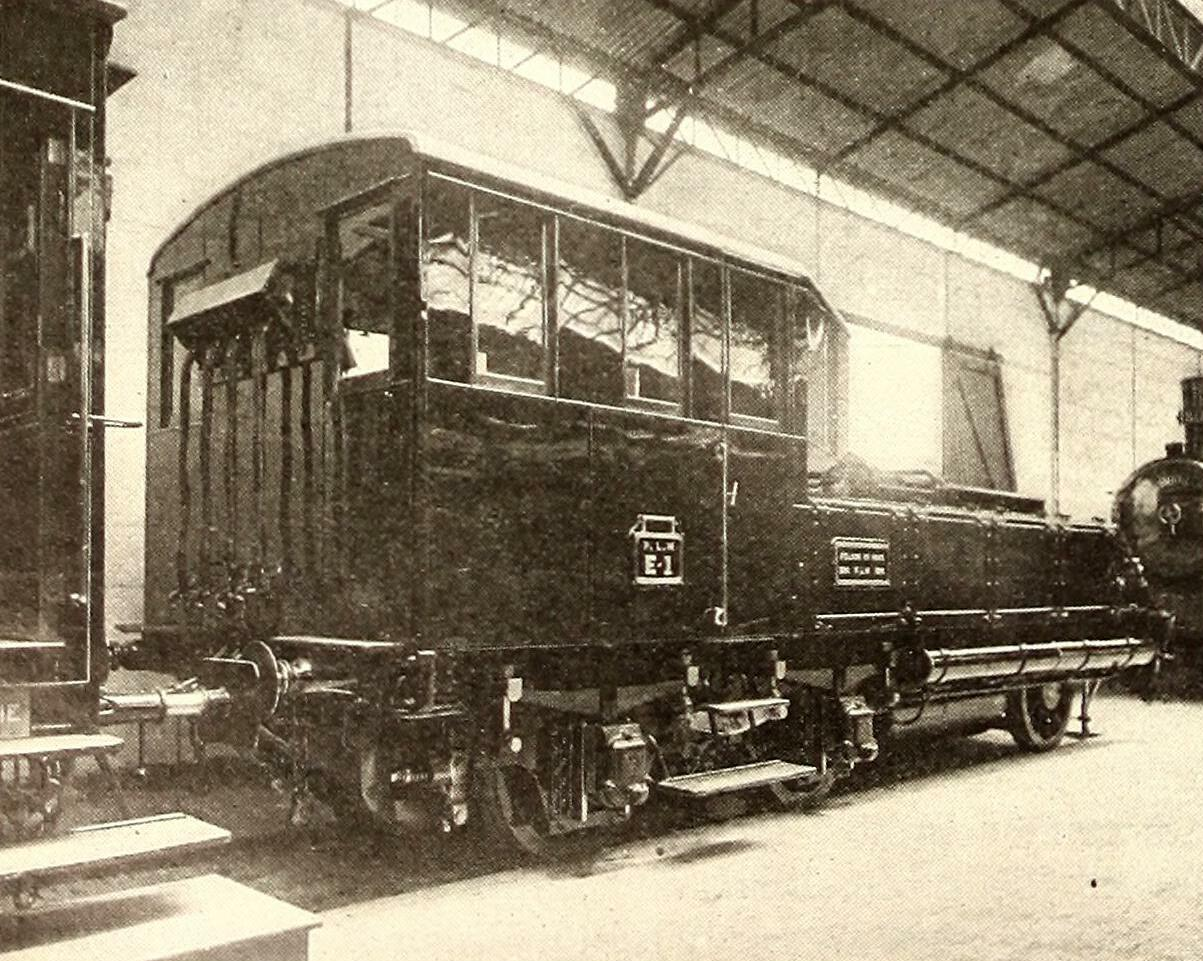
Vue arrière de la locomotive.
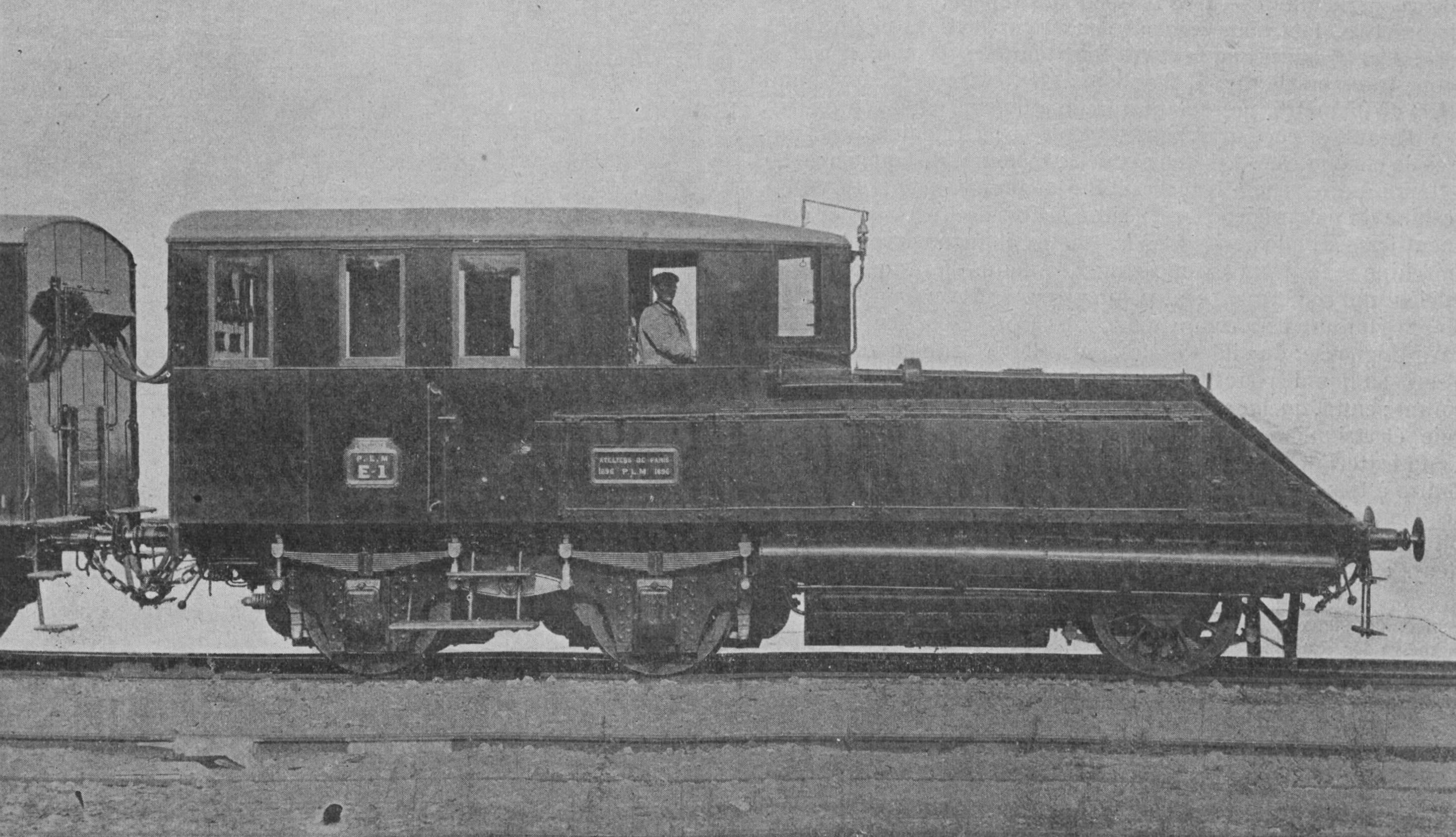
Vue de profil de la locomotive.

Bien que les performances en ligne soient prometteuses, aucune application industrielle directe n'est envisagée à cause des signes de défaillance que montrent les accumulateurs. La locomotive et le fourgon sont radiés en 1905,.
Auvert continue par la suite d'explorer le potentiel de la traction électrique pour le compte du PLM en concevant avec Ferrand une locomotive 2B+B2 alimentée par caténaire et mise en essais sur la ligne de Cannes-la-Bocca à Grasse.

## Description et caractéristiques
La locomotive repose sur trois essieux de 1 100 mm de diamètre. L'essieu avant est porteur tandis que les deux autres essieux sont moteurs. L'empattement total de la motrice est de 6 000 mm tandis que les deux essieux moteurs sont distants l'un de l'autre de 2 200 mm.
Le châssis supporte une caisse divisée en cinq compartiments. Le compartiment arrière accueille le personnel de conduite ainsi que tous les équipements nécessaires à la commande de la marche et du freinage de la locomotive. Deux petits compartiments accueillent chacun neuf accumulateurs fournissant la tension utilisée pour l'excitation des moteurs, l'alimentation des équipements d'éclairage et de compression d'air pour le freinage mais aussi pour la mise en route de la machine de 3 à 6 km/h. Un compartiment abrite le rhéostat permettant la commande en tension et en intensité des moteurs électriques. Enfin, le compresseur qui alimente en air comprimé le frein Westinghouse, le sifflet ainsi que les appareils de mise en marche du train sont placés dans le cinquième et dernier compartiment.

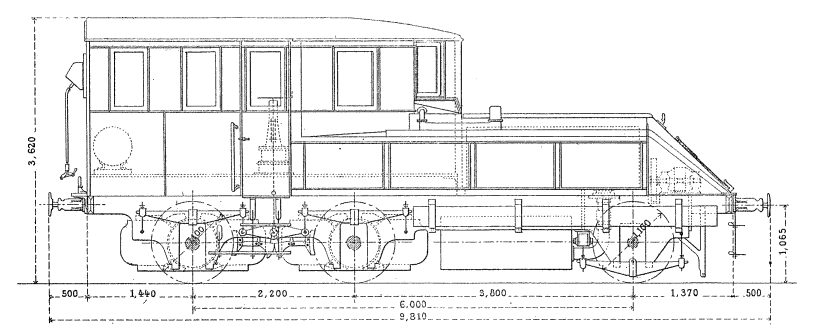
Plan en élévation.
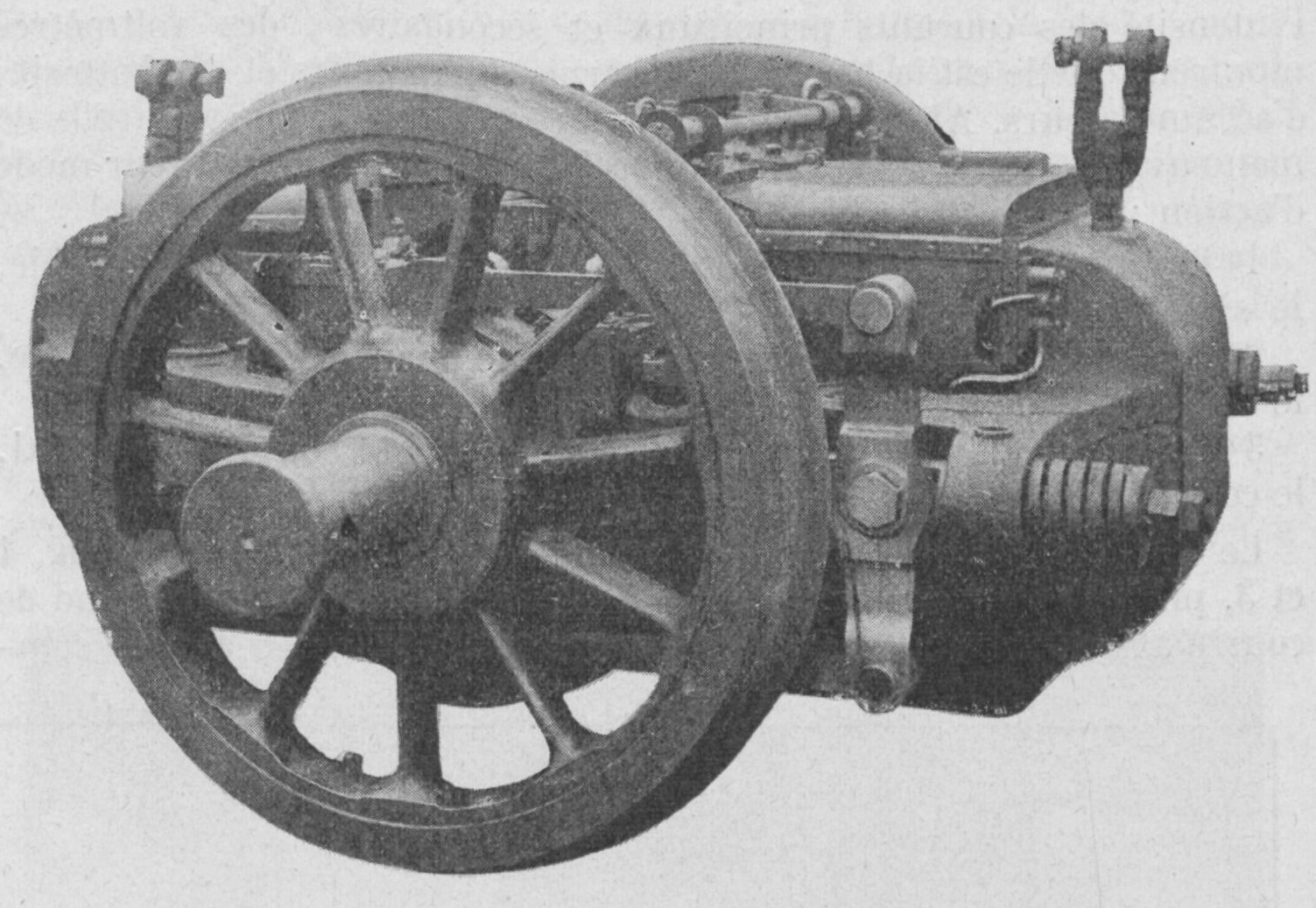
Essieu moteur.
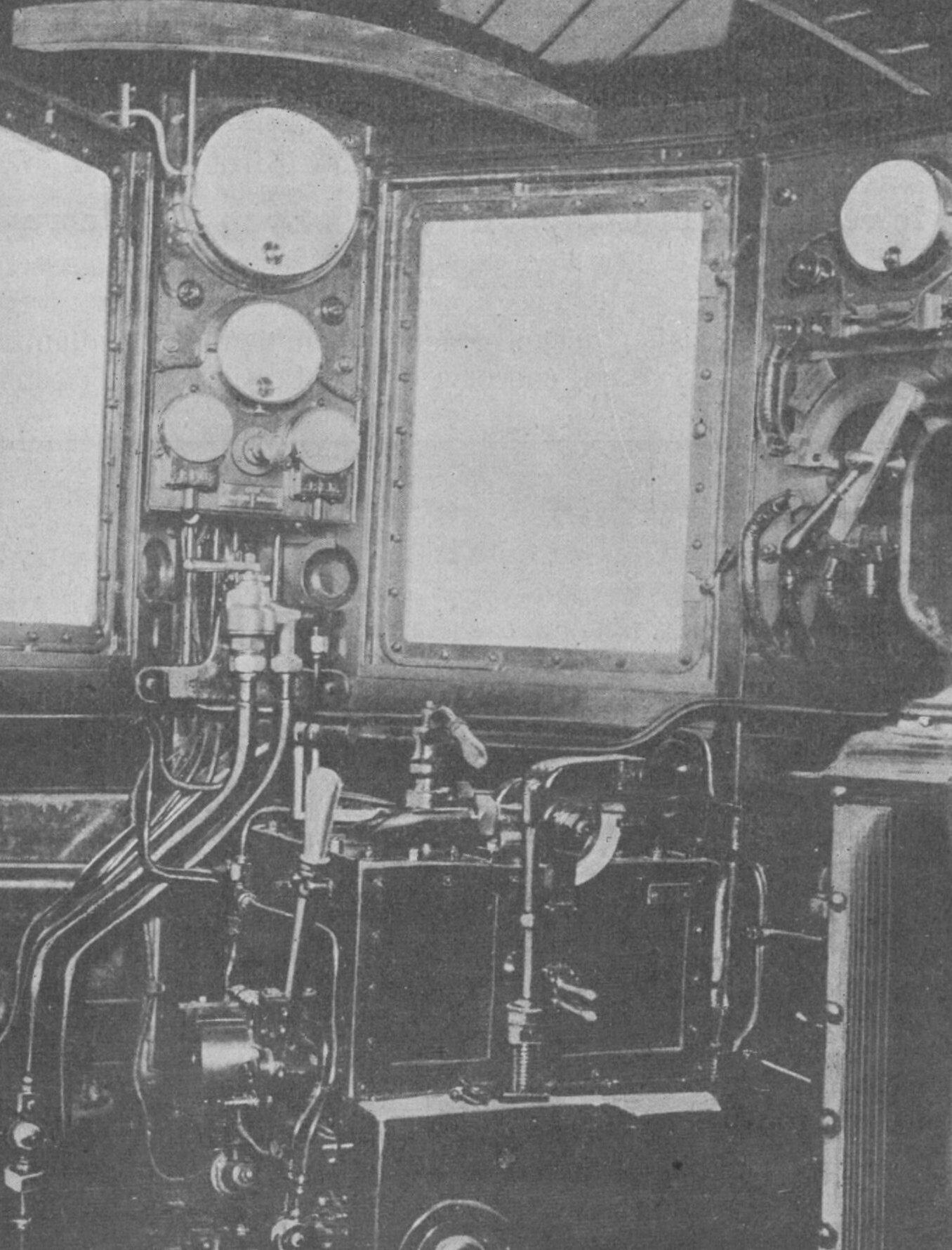
Cabine de conduite.

Les deux essieux arrière sont motorisés chacun par un moteur électrique synchrone à courant continu construit par Sautter, Harlé et Cie,. Alimentés avec une tension de 360 V et une intensité de 700 A, ils délivent chacun une puissance de 300 ch à 500 tr/min (soit une vitesse de la locomotive de 103 km/h et une puissance totale de 600 ch),. L'induit (rotor) des moteurs est calé sur les axes des essieux moteurs tandis que les deux inducteurs (stators) de chaque moteur sont situés de part et d'autre à l'avant et à l'arrière des axes d'essieux.
L'énergie électrique nécessaire à l'alimentation des moteurs est fournie par deux batteries d'accumulateurs intégrées à un fourgon spécial attelé à la locomotive et relié électriquement à cette dernière grâce à quatre câbles de grande section. Chacune des deux batteries d'accumulateurs comporte quatre-vingt-seize éléments (soit cent quatre-vingt-douze éléments au total), chacun comportant 90 kg d'électrodes et ayant une capacité utile de 1 000 Ah sous un régime moyen de 500 A. Les batteries du fourgon sont complétées par les deux batteries de neuf accumulateurs portées par la locomotive. Ces dernières ont une capacité utile, au régime moyen de 500 A, de 1 500 Ah et comportent chacune 140 kg d'électrodes. Les éléments d'accumulateur sont construits par Fulmen. Les éléments d'accumulateur sont contenus dans des bacs en bois couverts de plomb et de celluloïd. Les électrodes positives sont entourées par une protection en celluloïd perforé tout comme les électrodes négatives, ces dernières étant en outre protégées par une toile d'amiante supplémentaire. L'intervalle entre les plaques est maintenu grâce à des baguettes en celluloïd. Pour permettre un contrôle aisé des éléments, les bacs ne sont pas fermés.
Un premier essai avec la locomotive seule et ses dix-huit accumulateurs propres est mené le 14 septembre 1897 sur les voies des ateliers PLM de Paris. Avant d'installer les cent quatre-vingt-douze éléments de batteries dans le fourgons, des essais avec quarante-huit puis cent accumulateurs ont été réalisés en augmentant progressivement l'autonomie de la locomotive. La locomotive se montre capable de tracter en palier une charge de 100 t (en comptant le fourgon) à la vitesse de 100 km/h et d'atteindre la vitesse de 120 km/h,.

Livrée potentielle de la locomotive E 1.

Un plan en couleur de la locomotive signé Fournier est conservé à la Cité du train à Mulhouse ; il dépeint la locomotive revêtant une livrée bleu sombre.